# آيت داود أو عيسى (آيت حمي تيغبولة)
آيت داود أو عيسى هو دُوَّار يقع بجماعة دير القصيبة، إقليم بني ملال، جهة بني ملال خنيفرة في المملكة المغربية. ينتمي الدوّار لمشيخة آيت حمي تيغبولة التي تضم دوارين. يقدر عدد سكانه بـ 808 نسمة حسب الإحصاء الرسمي للسكان والسكنى لسنة 2004.

## وصلات خارجية
- البوابة الوطنية للجماعات الترابية
- المندوبية السامية للتخطيط